# Penig
Penig är en stad i västra delen av det tyska distriktet Mittelsachsen i förbundslandet Sachsen.
Staden ligger vid floden Zwickauer Mulde ungefär 15 km norr om Chemnitz och 65 km söder om Leipzig.
Vapenskölden visar en röd ros med gyllen centrum samt fem gröna kronblad. Vapnet övertogs från ett adelssläkte med säte i Altenburg som hade stor betydelse för Penigs utveckling under medeltiden.

## Historia
Samhället grundades av slaver och nämns 981 för första gången i en skrift av Thietmar av Merseburg. Orten växte på grund av sitt läge vid en handelsväg från Halle (Saale) till Prag. Den fick omkring 1200 marknadsrätt och nämns 1227 för första gången som stad i en urkund. Viktiga yrken i staden under senare medeltiden och tidig modern tid var skomakare, krukmakare och ölbryggning.
Under början av 1800-talet etablerades ett pappersbruk i Penig som finns kvar i staden. Även inom maskinteknik och textilindustrin finns eller fanns större anläggningar.
Mellan 6 och 9 oktober 1813 utkämpades ett mindre slag i Penig som föregick Slaget vid Leipzig. En österrikisk trupp tvingade en polsk enhet under Józef Antoni Poniatowski som kämpade för Napoleon att lämna bron över floden.
Under andra världskrigets slutskede inrättades nära Penig en utpost till koncentrationslägret Buchenwald där ungefär 700 judiska flickor och kvinnor framställde material för tyska luftvapnet.

## Sevärdheter
Rådhuset med tre våningar samt utbyggd vindsvåning i stilen av den tidiga renässansen ligger direkt vid det centrala torget. Stadskyrkan i stilen av den senare gotiken ligger högt uppe på ett berg. En annan större kyrka som 1157 nämns för första gången är stadens äldsta byggnad. Penig har två slott som tillhörde adliga familjer.
Den 12 hektar stora vildparken Köbe visar dovhjort, tvättbjörnar och åsnor samt tyska raser av get och får.
Enligt en lokal saga skapade ortens krukmakare en jättestor kruka som blev uppmärksammat för regionens landsfurste. Furstens son kom 1483 till Penig för att inspektera krukan. När han var inne i krukan flyttade en av hans följeslagare stigen och prinsen befriade sig genom att slå ett hål i krukan. Han kände sig ångerfull och gav Penigs krukmakare en stor ersättning. En rekonstruktion av krukan visas idag i en mindre park.

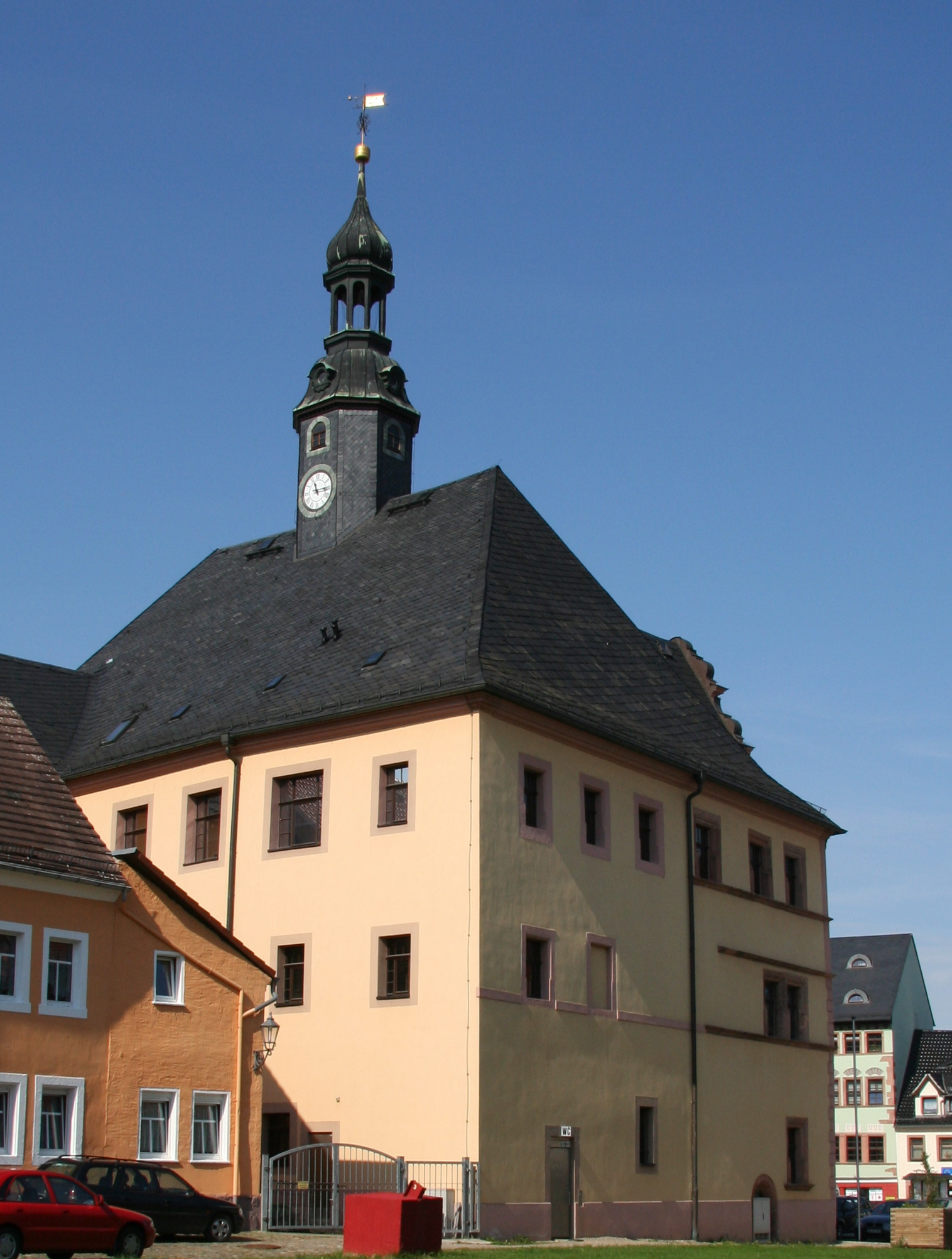
Rådhuset
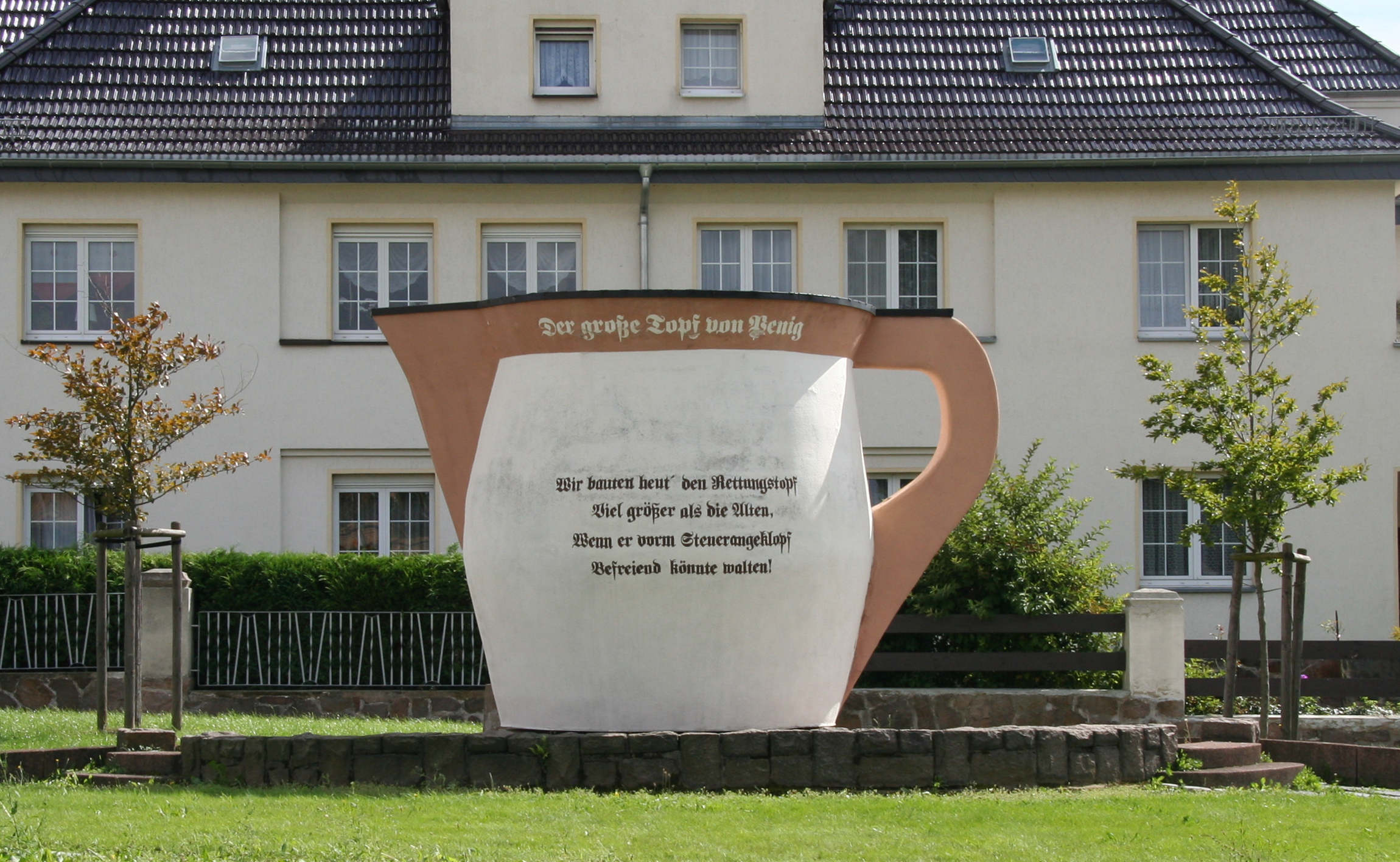
Den stora krukan
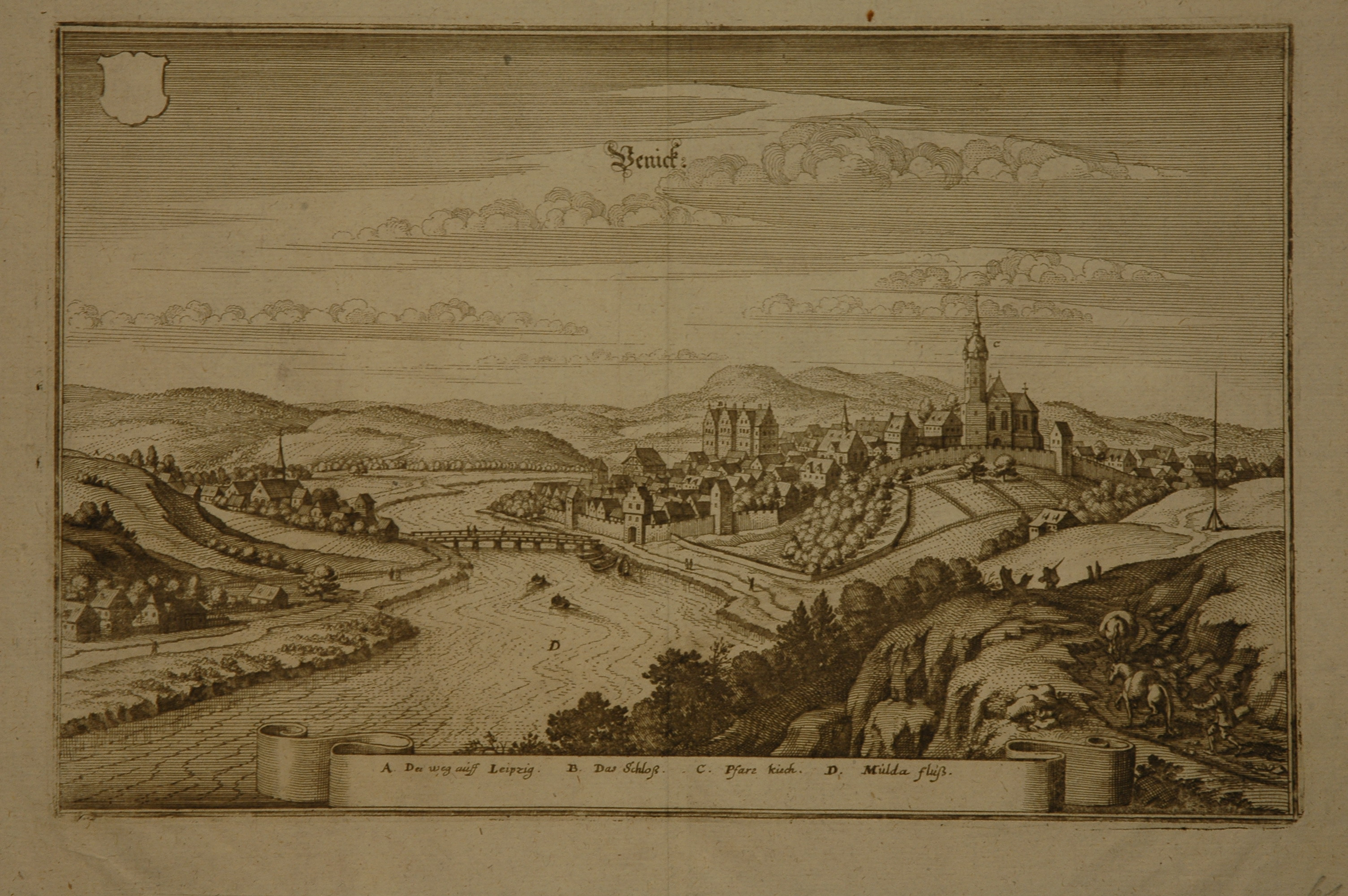
Penig omkring 1650

## Kommunikationer
En korsning av två förbundsväger, B95 och B175, ligger nära Penig. Dessutom ska staden i december 2011 få anslut till motorvägen A72. En järnvägslinje längs Zwickauer Mulde togs under 1990-talet ur bruk.